# 불가리아의 쿠브라트
쿠브라트 사호니아코부르고고타이고메즈아세보(스페인어: Kubrat Sajonia-Coburgo-Gotha y Gómez-Acebo, 1965년 11월 5일 ~ )는 마드리드에서 태어난 스페인의 외과 의사로 시메온 2세와 마르가리타 삭스코부르크고츠키의 셋째 아들이다. 